# Zvîjen, Brodî
Zvîjen (în ucraineană Звижень) este un sat în comuna Batkiv din raionul Brodî, regiunea Liov, Ucraina.

## Demografie
Componența lingvistică a localității Zvîjen
     Ucraineană (100%)
Conform recensământului din 2001, toată populația localității Zvîjen era vorbitoare de ucraineană (100%).